# Alte Hofhaltung (Bamberg)

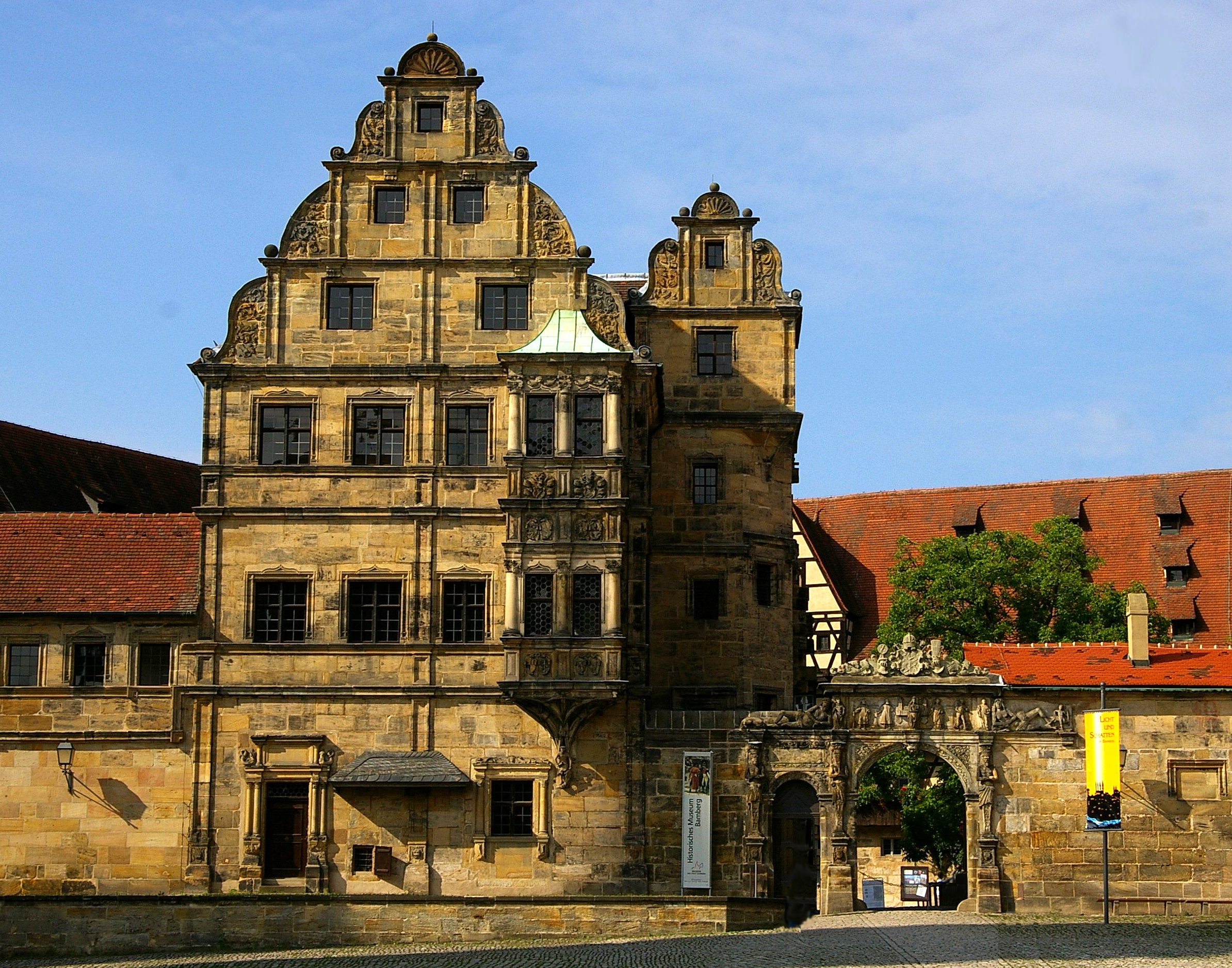
Façade sur la Domplatz

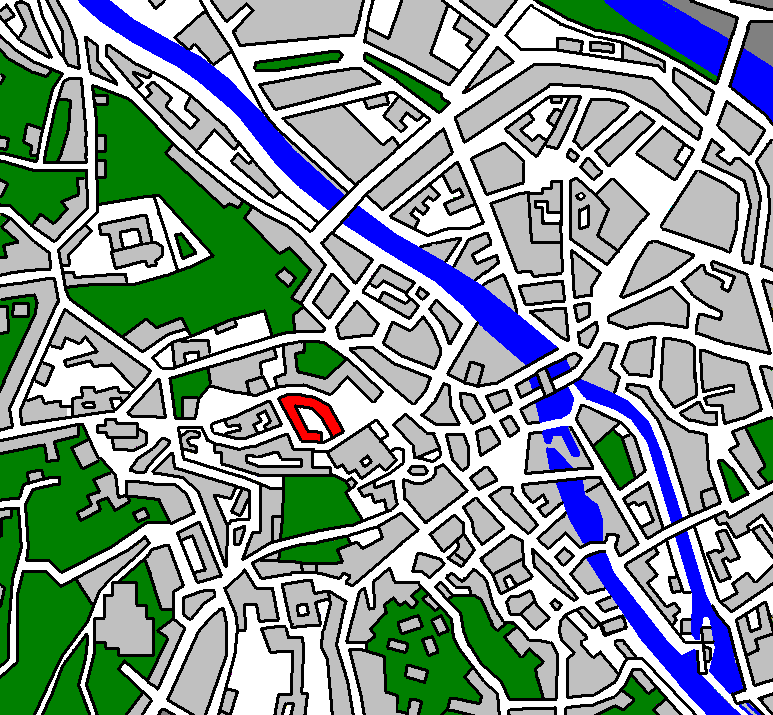
Situation dans la vieille ville de Bamberg

L'Alte Hofhaltung de Bamberg (littéralement Ancienne Cour de Bamberg) est un complexe de bâtiments historiques dans la ville franconienne de Bamberg en Bavière. Il se compose d'anciens bâtiments d'habitation et de ferme de la cour épiscopale, qui ont été construits par l'empereur Henri II.

## Histoire
Le pré-aménagement de l'ancienne cour était le Castrum Babenberg, l'ancien palatinat de l'empereur Henri II. Et probablement aussi la résidence de l'évêque depuis la fondation du diocèse en 1007. Une fois les bâtiments achevés sur la colline de la cathédrale, se trouvait l'ancienne cour, qui, dans ses vestiges principaux de Palas et de la chapelle du XIe siècle, entre la cathédrale au sud et la Nouvelle Résidence au nord. Après le déménagement du prince-évêque dans un nouveau palais (la Nouvelle Résidence), les bâtiments ont été utilisés comme chancellerie, bibliothèque et salle du conseil. Aujourd'hui, le musée historique de la ville y est installé et le bâtiment de la cathédrale fonctionne dans l'aile Henneberg. En été, la Fête du Calderon se déroule dans la cour.

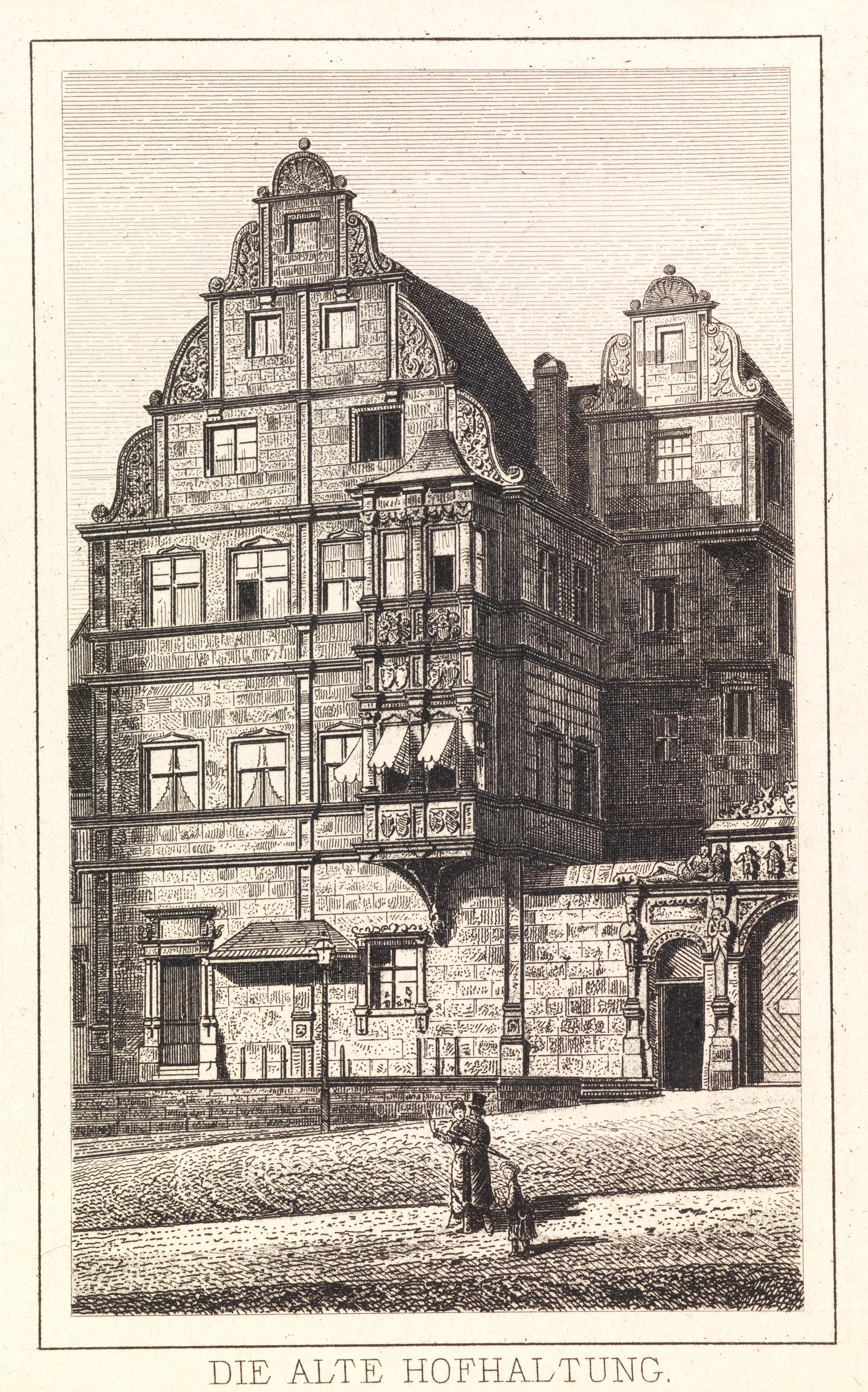
Façade, gravure sur acier (vers 1880)

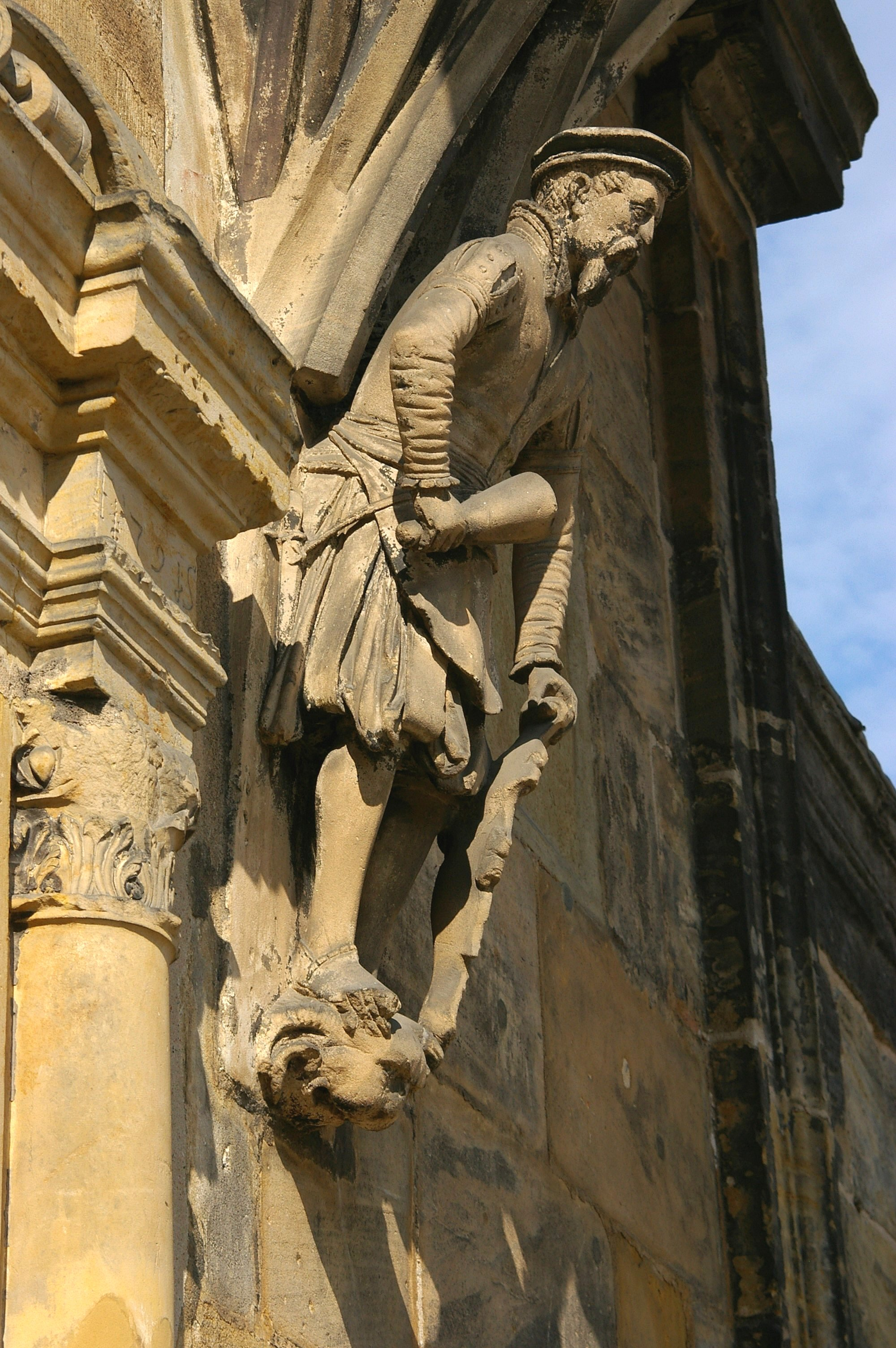
Figure au pied de la baie vitrée - probablement Erasmus Braun

Photographie historique de la façade de 1906

## Cour intérieure
La cour intérieure romantique, encadrée par des bâtiments à colombages de style gothique tardif avec des arcades, a été créée par la démolition d'un bâtiment qui divise la cour.

Dans la cour intérieure, il y a un grand bassin de grès couvert auquel est attaché un abreuvoir. L'approvisionnement en eau à longue distance a pris le relais du remplissage de ce bassin d'eau.

Photographie de la cour de 1901
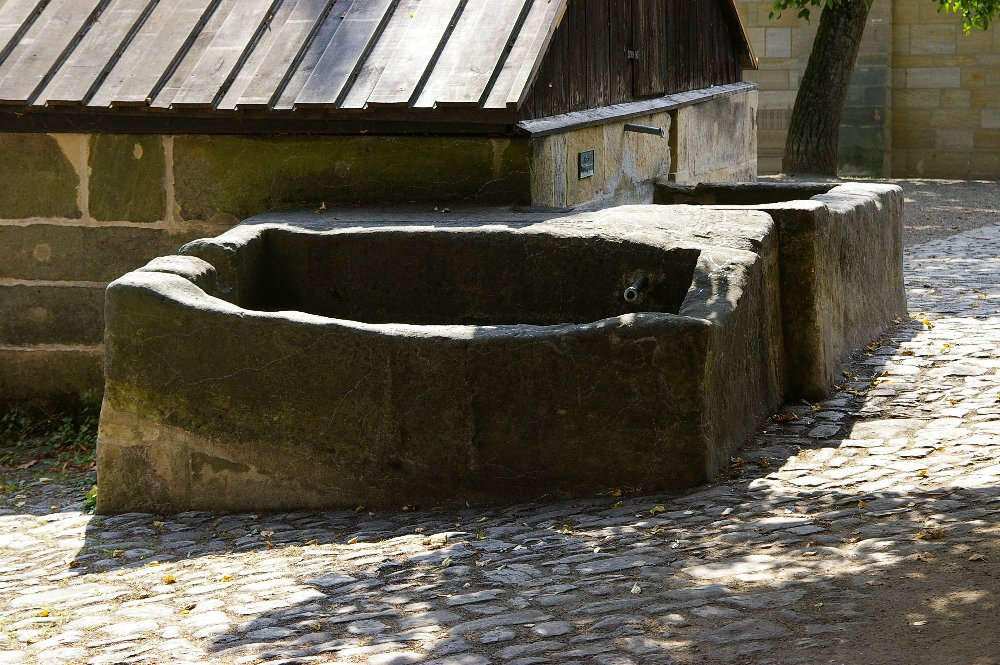
La fontaine dans la cour intérieure témoigne de nombreuses années d'utilisation
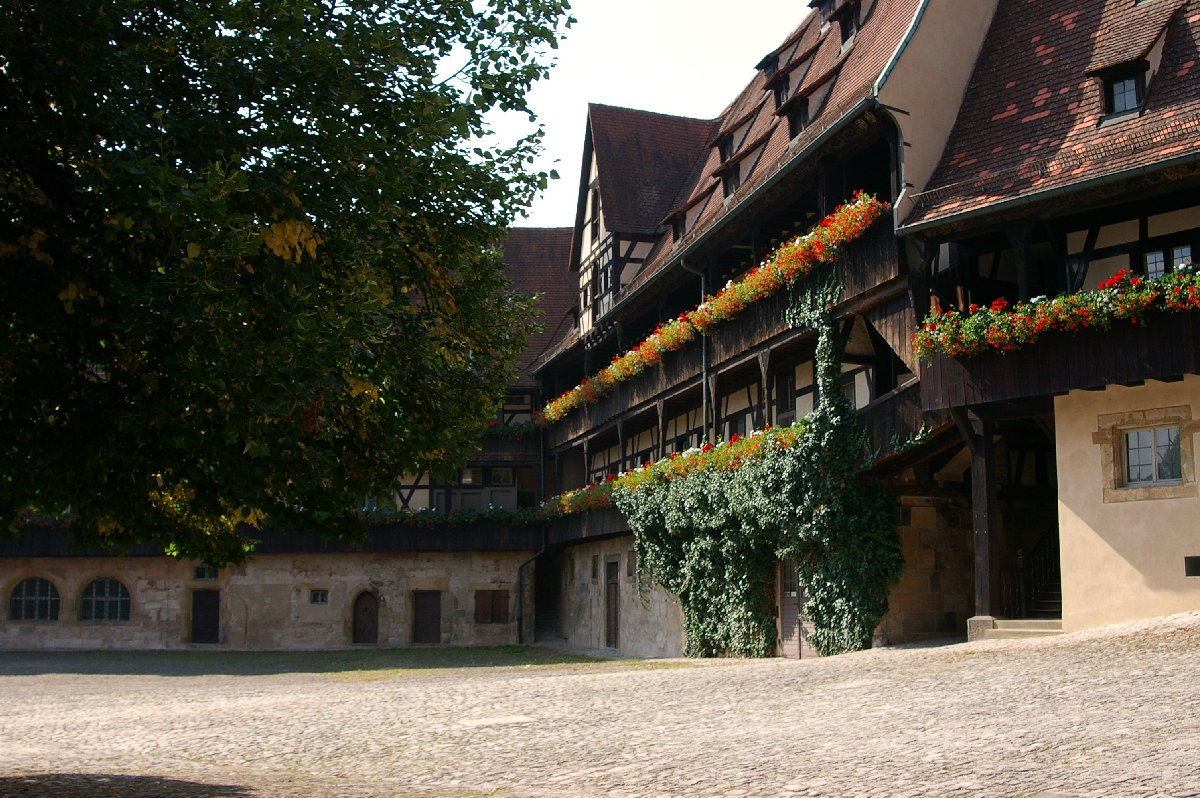
Une partie de la cour
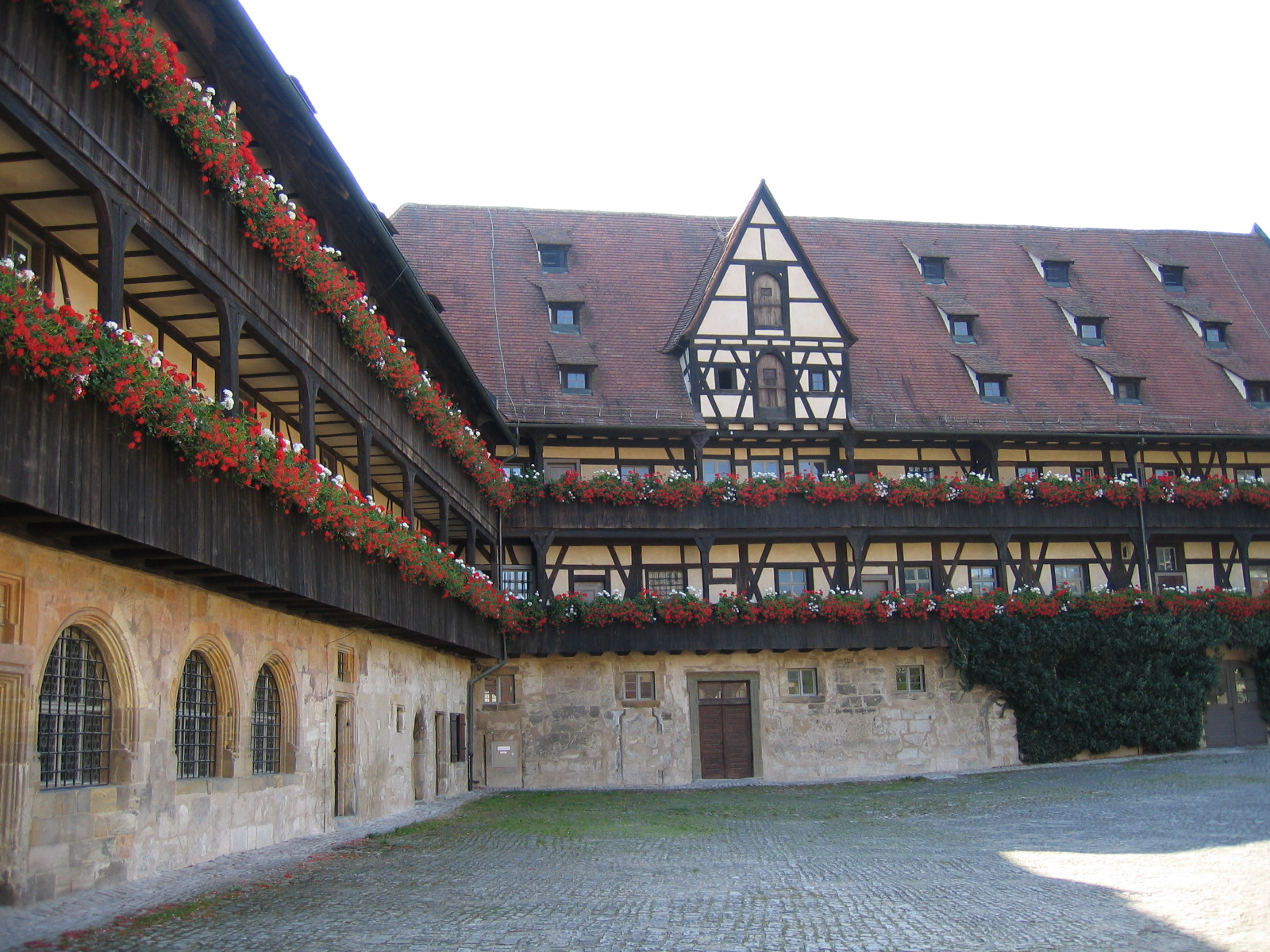
Cour intérieure de l'ancienne cour

## Utilisation actuelle du complexe et de la cour intérieure
En 1938, le musée d'histoire locale de Franconie (depuis 1957, le musée d'histoire de Bamberg) a été installé dans le bâtiment Renaissance. Jusqu'en 1961, les appartements étaient logés dans les ailes sud et ouest des bâtiments à colombages de style gothique tardif. Après l'incendie du château de Trausnitz à Landshut le 21 octobre 1961, les appartements sont évacués en urgence. Déjà à cette époque, il était prévu de réaménager l'ensemble du complexe en salles de musée, ce qui devrait déjà être mis en œuvre pour le 1000e anniversaire de la ville de Bamberg en 1973. L'achèvement, cependant, a traîné jusqu'aux années 1990.
Pour l'événement du Katholikentag à Bamberg en 1966, la cabane de construction du bâtiment de la cathédrale dans l'écurie des ânes est démolie au profit d'une galerie d'honneur. L'atelier Dombauhütte était initialement installé dans l'aile sud de l'aile Henneberg avant de pouvoir emménager dans son domicile actuel.
À l'occasion du 1000e anniversaire en 1973, le Festival de Calderon a été organisé pour la première fois dans la cour de cette ancienne résidence du prince-évêque.
La cour intérieure est également utilisée comme point de rencontre sociale lors de diverses célébrations et événements de l'archidiocèse de Bamberg.

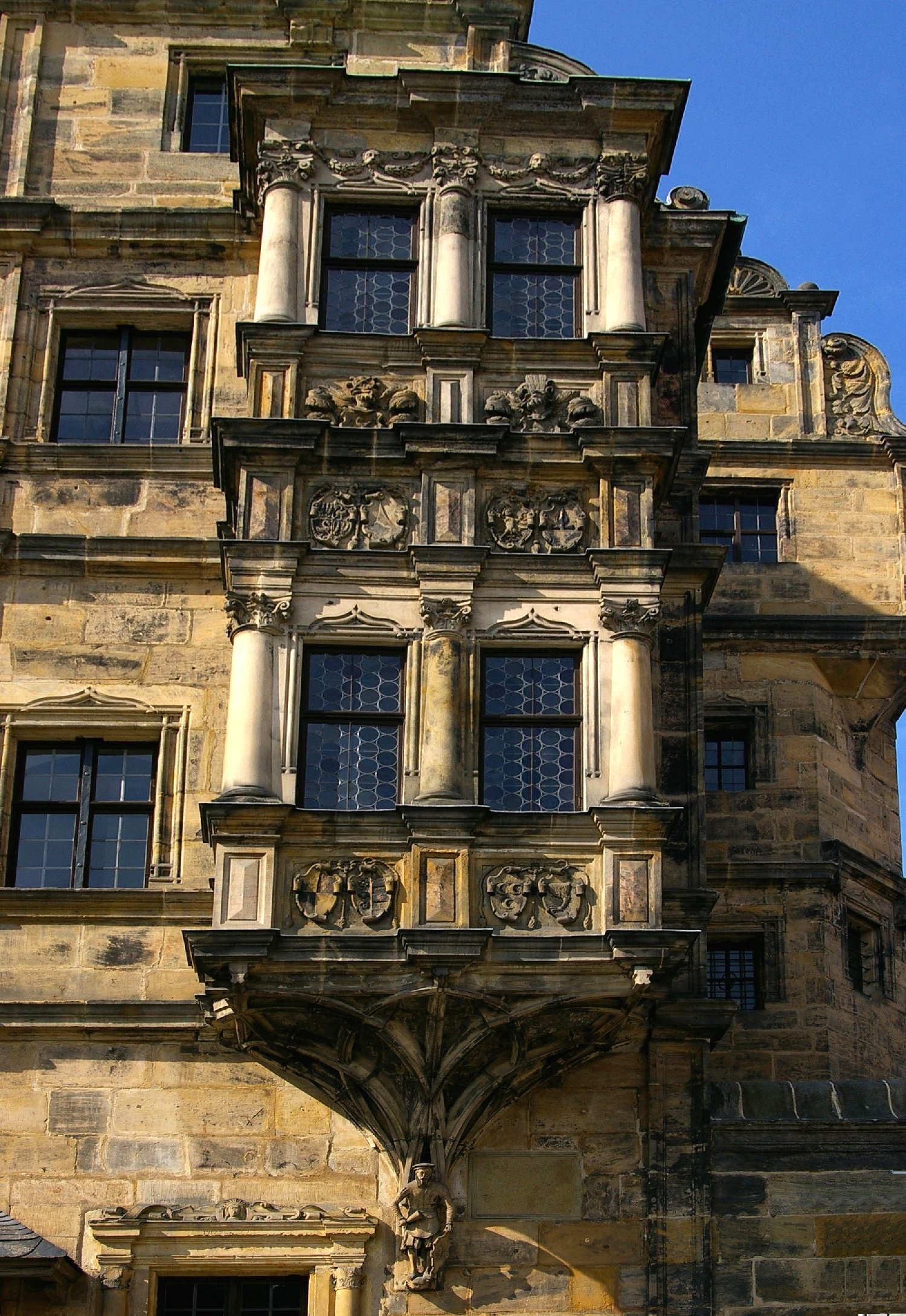
Vitre renaissance richement détaillée

## Littérature
- Fiches de lecture d'histoire locale. 1958, ZDBZDB 1343154-7.
- Walter Burandt : L'ancienne cour de Bamberg. Palatinat impérial et épiscopal. Bayerische Verlags-Anstalt, Bamberg 1999,  (ISBN 3-87052-297-6). (Panneau indicateur)
- Walter Burandt : L'histoire de la construction de l'ancienne cour de Bamberg. Bayerische Verlags-Anstalt, Bamberg 1998,  (ISBN 3-87052-988-1). (En même temps : Munich, Techn. Univ., Diss.)

## Liens web
- Alte Hofhaltung - Administration bavaroise des palais, jardins et lacs d'État
- Musée historique de Bamberg - musées de la ville de Bamberg